# Jednotka 8200

Logo Jednotky 8200

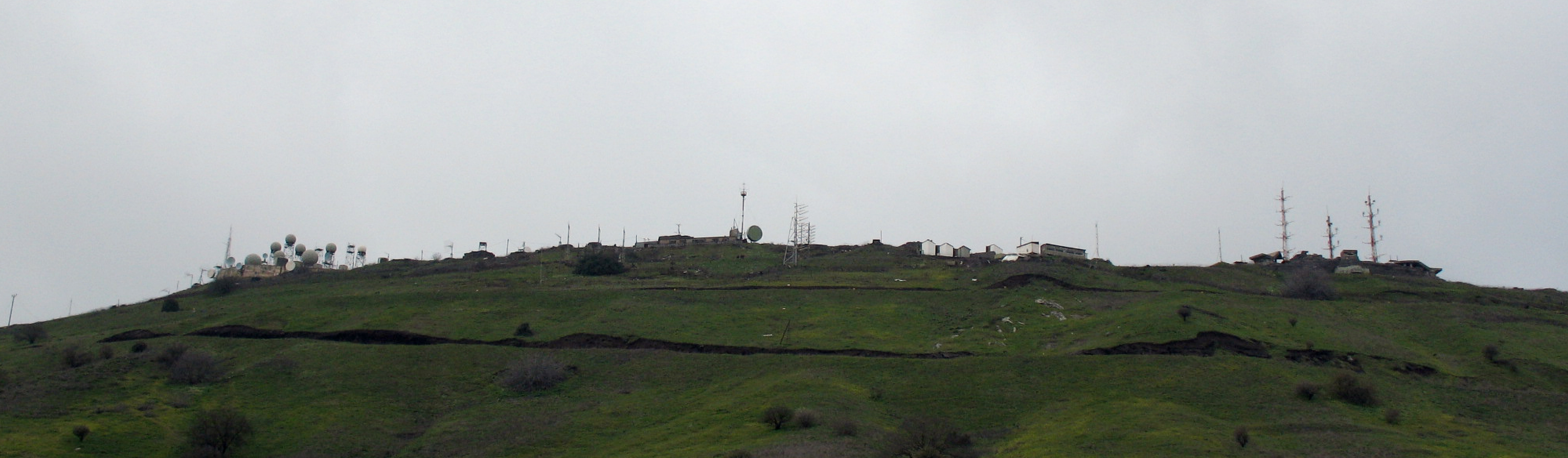
Základna jednotky 8200 na hoře Har Avital v Golanských výšinách

Jednotka 8200 (hebrejsky: יחידה 8200, či שמונה מאתיים‎ šmone matajim; anglicky: Unit 8200) je elitní vojenská jednotka izraelského Zpravodajského sboru, zodpovědná za shromažďování informací pomocí sítí signálového zpravodajství a dekódování šifer.

## Struktura
Jednotka 8200 je největší jednotkou Izraelských obranných sil, čítající několik tisíc vojáků. Svou funkcí je srovnatelná s americkou Národní bezpečnostní agenturou (NSA), s tím rozdílem, že nemá civilní velení a nespadá pod civilní útvar (ministerstvo obrany). Velitelem jednotky je osoba v hodnosti brigádního generála, jejíž identita je tajná.
Pod jednotku 8200 spadá i SIGINT základna Urim, která je nejvýznamnějším zařízením získávání informací typu SIGINT provozovaným izraelskou armádou. Základna se nachází v Negevské poušti, zhruba 30 kilometrů od Beerševy.
V březnu 2004 byla v Izraeli po válce v Iráku zvláštní komisí vyšetřována celá zpravodajská síť a bylo doporučeno jednotku transformovat, po vzoru jiných západních států, v národní civilní bezpečnostní agenturu. Návrh však nebyl implementován.

## Údajné operace
V roce 2009 byla vydána kniha Dr. Ronena Bergmana, která uvádí, že v únoru 1999 v ústředí jednotky 8200 vybuchla v telefonu ukrytá bomba poslaná ší'itským teroristickým hnutím Hizballáh. Při výbuchu měli být zraněni dva důstojníci.
V roce 2010 citoval americký deník The New York Times nejmenovaného „bývalého člena americké zpravodajské komunity“, který uvedl, že jednotka 8200 použila během izraelské operace Ovocný sad tajný mechanismus, kterým deaktivovala syrskou protivzdušnou obranu. Jméno této jednotky je rovněž zmiňováno v souvislosti s virem Stuxnet, který mimo jiné napadl íránská jaderná zařízení.
Podle tvrzení agentury Reuters byla jednotka zapojena do operace, při které byly do tisíců pagerů a vysílaček vloženy trhaviny a tato komunikační zařízení byla dodána libanonskému hnutí Hizballáh. Ten potom tato zařízení distribuoval jak mezi své příslušníky, tak mezi vybrané civilní osoby. Ve dnech 17. a 18. září 2024 tato zařízení, po obdržení šifrované zprávy explodovala a v Libanonu a Sýrii zabila 37 osob, včetně 2 dětí a asi 3 000 osob zranila. Operace byla údajně provedena ve spolupráci s Mosadem a jednotka se účastnila vývojové části operace.